# Mistrzostwa świata w biegach przełajowych
Mistrzostwa świata w biegach przełajowych (en. IAAF World Cross Country Championships) – międzynarodowe zawody lekkoatletyczne organizowane od 1973 roku obecnie w interwale dwuletnim.
Historia czempionatów w biegach przełajowych sięga początków XX wieku – pierwsza edycja międzynarodowych mistrzostw w biegach przełajowych odbyła się w 1903 roku w Hamilton w Szkocji. Do 1971 organizacją zawodów – pod obowiązującą od 1903 roku nazwą – zajmowała się Międzynarodowa Unia Biegów Przełajowych. Na początku lat 70. impreza została przekazana pod jurysdykcję IAAF-u, który w belgijskim Waregem zorganizował w 1973 roku pierwszą edycję mistrzostw globu w przełajach. Zaplanowane na rok 1982 zawody miały odbyć się w Warszawie jednak z powodu wprowadzenia w Polsce stanu wojennego na początku roku zdecydowano się przenieść imprezę do Rzymu. Od pierwszej edycji zawodów aż do roku 2011 czempionat odbywał się rokrocznie. 12 sierpnia 2009 podczas kongresu IAAF-u w Berlinie zdecydowano iż zawody będą odbywać się w cyklu dwuletnim.

## Edycje
| Edycja | Miasto          | Państwo           |
| ------ | --------------- | ----------------- |
| 1973   | Waregem         | Belgia            |
| 1974   | Monza           | Włochy            |
| 1975   | Rabat           | Maroko            |
| 1976   | Chepstow        | Wielka Brytania   |
| 1977   | Düsseldorf      | Niemcy            |
| 1978   | Glasgow         | Wielka Brytania   |
| 1979   | Limerick        | Irlandia          |
| 1980   | Paryż           | Francja           |
| 1981   | Madryt          | Hiszpania         |
| 1982   | Rzym            | Włochy            |
| 1983   | Gateshead       | Wielka Brytania   |
| 1984   | East Rutherford | Stany Zjednoczone |
| 1985   | Lizbona         | Portugalia        |
| 1986   | Colombier       | Szwajcaria        |
| 1987   | Warszawa        | Polska            |
| 1988   | Auckland        | Nowa Zelandia     |
| 1989   | Stavanger       | Norwegia          |
| 1990   | Aix-les-Bains   | Francja           |
| 1991   | Antwerpia       | Belgia            |
| 1992   | Boston          | Stany Zjednoczone |
| 1993   | Amorebieta      | Hiszpania         |
| 1994   | Budapeszt       | Węgry             |
| 1995   | Durham          | Wielka Brytania   |
| 1996   | Stellenbosch    | Południowa Afryka |
| 1997   | Turyn           | Włochy            |
| 1998   | Marrakesz       | Maroko            |
| 1999   | Belfast         | Wielka Brytania   |
| 2000   | Vilamoura       | Portugalia        |
| 2001   | Ostenda         | Belgia            |
| 2002   | Dublin          | Irlandia          |
| 2003   | Lozanna         | Szwajcaria        |
| 2004   | Bruksela        | Belgia            |
| 2005   | Saint-Galmier   | Francja           |
| 2006   | Fukuoka         | Japonia           |
| 2007   | Mombasa         | Kenia             |
| 2008   | Edynburg        | Wielka Brytania   |
| 2009   | Amman           | Jordania          |
| 2010   | Bydgoszcz       | Polska            |
| 2011   | Punta Umbría    | Hiszpania         |
| 2013   | Bydgoszcz       | Polska            |
| 2015   | Guiyang         | Chiny             |
| 2017   | Kampala         | Uganda            |
| 2019   | Aarhus          | Dania             |
| 2023   | Bathurst        | Australia         |
| 2024   | Belgrad         | Serbia            |